# Célestin Delmer
Henri Célestin Delmer (Villejuif, 1907. február 15. – Saint-Maur-des-Fossés, 1996. március 2. –) francia labdarúgó-középpályás.
A francia válogatott tagjaként részt vett az 1930-as és az 1934-es világbajnokságon.